# Unteres Mittelrheingebiet
Das Untere Mittelrheingebiet ist eine naturräumliche Haupteinheit innerhalb der Haupteinheitengruppe Mittelrheingebiet am Mittelrhein. Sie umfasst das Rheintal unmittelbar unterhalb von Andernach bis unmittelbar oberhalb von Bonn und enthält auch Terrassen- und Hügellandschaften beiderseits des Rheins, das Vulkankuppenland um den Laacher See sowie das gleichfalls vulkanische Siebengebirge.
Das Untere Mittelrheingebiet liegt größtenteils in Rheinland-Pfalz, sein Norden in Nordrhein-Westfalen, und trennt den (Nieder-)Westerwald im Osten von der Osteifel und Zülpicher Börde im Westen. Nach Süden geht es in das Mittelrheinische (Neuwieder) Becken, nach Norden geht es in die Niederrheinische (Kölner) Bucht über.

## Naturräumliche Gliederung
Das Untere Mittelrheingebiet gliedert sich wie folgt (Kennziffern der unmittelbaren Rheintalabschnitte in Fettdruck):
- (zu 29 - Mittelrheingebiet)
  - 292 Unteres Mittelrheingebiet
    - 292.0 Laacher Vulkane (linksrheinisch)
      - 292.00 Laacher Kuppenland
      - 292.01 Ettringer Vulkankuppen

    - Mittelrheinische Bucht (292.1 nach Blatt Koblenz)
      - 292.1 Unteres Mittelrheintal (Rheintal) (292.10)
        - 292.10 Andernacher Pforte (292.100)
        - 292.11 Linz-Hönninger Talweitung (292.101)
        - 292.12 Honnefer Talweitung (292.102)

      - 292.2 Rhein-Ahr-Terrassen (linksrheinisch) (292.11)
        - 292.20 Brohl-Sinziger Terrassenflur (oberhalb der Ahr-Mündung) (292.110)
        - 292.21 Ahrmündungstal (292.111)
        - 292.22 Grafschafter Lösshügelland (unterhalb der Ahr-Mündung, Westen) (292.112)
        - 292.23 Oberwinterer Terrassen- und Hügelland (unterhalb der Ahr-Mündung) (292.113)
        - 292.24 Kottenforstterrasse (nach Norden bis Bonn reichend) (292.114)

      - 292.3 Linzer Terrasse (rechtsrheinisch) (292.12)

    - 292.4 Siebengebirge (rechtsrheinisch)
    - 292.5 Pleiser Hügelland („Pleiser Ländchen“; deutlich rechtsrheinisch)

Die Geographen Heinrich Müller-Miny und Martin Bürgener fassten das Untere Mittelrheintal einschließlich der beiderseits flankierenden Terrassenhochflur aus zweistufiger altpleistozäner Hauptterrasse und pliozäner Kieseloolithterrasse (Rhein-Ahr-Terrassen und Linzer Terrasse) als Mittelrheinische Bucht (Terrassenbucht) auf, Emil Meynen und Müller-Miny unter zusätzlicher Einbeziehung des Pleiser Hügellands und des Siebengebirges als Mittelrheinische Gebirgsbucht, die demnach gemeinsam mit den Laacher Vulkanen das Untere Mittelrheingebiet bildet. Die Rhein-Ahr-Terrassen als linksrheinischer und die Linzer Terrasse als – deutlich kürzerer und schmälerer – rechtsrheinischer Flügel der Mittelrheinischen Bucht sind dabei deren eigentlicher Boden, während der Taleinschnitt des Unteren Mittelrheintals nur als akzessorischer Bestandteil anzusehen ist. Müller-Miny, Bürgener und Meynen schlugen vor, die (Gebirgs)Bucht mit der Niederrheinischen (Kölner) Bucht zu einer Rheinischen Bucht zusammenzufassen, wobei ihre unterschiedliche großregionale Zuordnung zum Rheinischen Schiefergebirge einerseits und zum Norddeutschen Tiefland andererseits unberührt bliebe. Die Zuordnung auch des Godesberger Rheintaltrichters und der Swistbucht, einer Untereinheit der Zülpicher Börde, zur Mittelrheinischen Bucht und damit dem Unteren Mittelrheingebiet anstatt zur Niederrheinischen Bucht ist ebenfalls in Erwägung gezogen worden.

### Unteres Mittelrheintal
Das Untere Mittelrheintal ist die Tallandschaft des Mittelrheines von unmittelbar unterhalb Andernachs bis unmittelbar oberhalb Bonns. Es teilt sich in Flussrichtung des Rheins auf in die Andernacher Pforte, die Linz-Hönninger Talweitung und Honnefer Talweitung.

#### Andernacher Pforte

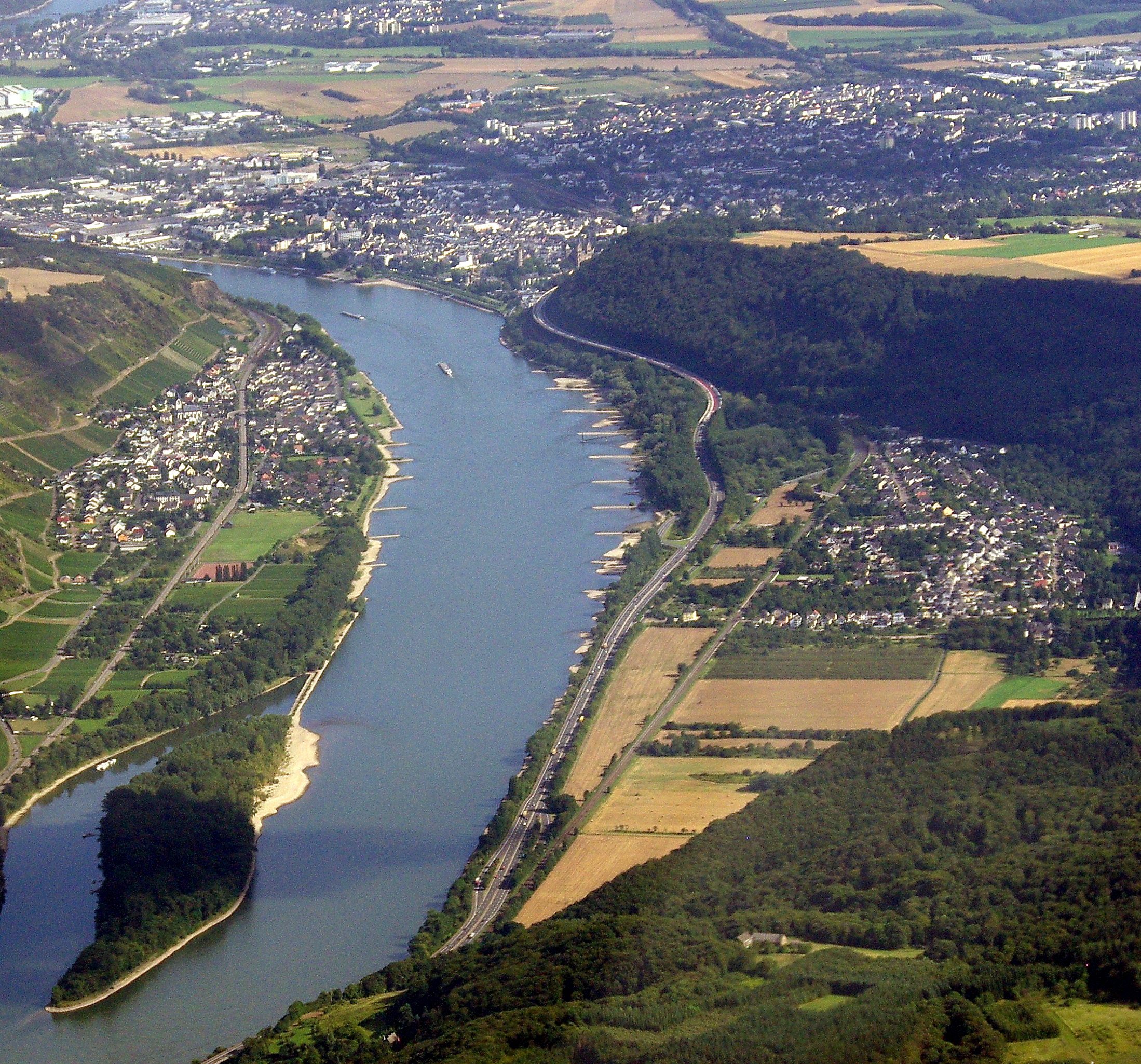
Andernacher Pforte mit dem oberen Ende des Unteren Mittelrheintals

Die linksrheinisch im Landkreis Mayen-Koblenz und rechtsrheinisch im Landkreis Neuwied (beide Rheinland-Pfalz) gelegene Andernacher Pforte ist das Durchbruchstal des Rheins – von der eigentlichen Andernacher Pforte bis zur Hammersteiner Enge – durch den von Quarzit und Schiefer gebildeten Grundgebirgsrahmen des Neuwieder Beckens, den „Andernacher Gebirgsriegel“, zum Unteren Mittelrheintal. Es umfasst den gerade einmal 5 km langen und eingangs gerade 1 km, im Inneren stets unter 4 km breiten Rheinabschnitt von unmittelbar unterhalb Andernachs über Leutesdorf (rechtsrheinisch), Namedy (linksrheinisch) und Oberhammerstein bis Niederhammerstein (beide rechtsrheinisch) und beinhaltet die Insel Hammersteiner Werth sowie die heutige Halbinsel Namedyer Werth. Hinsichtlich ihrer Enge, Tiefe und der Steilheit der Hänge ähnelt die Andernacher Pforte dem Oberen Mittelrheintal und ordnet sich als einziger Abschnitt des Unteren Mittelrheintals in das allgemeine Grundgefüge des Rheinischen Schiefergebirges ein.
Nach Westen grenzt die Pforte an das Laacher Kuppenland, das weiter westlich durch die Ettringer Vulkankuppen fortgesetzt wird und den Übergang in die Östliche Hocheifel einleitet; nach Osten grenzt im südlichen Rhein-Wied-Rücken unmittelbar ein Teil des Niederwesterwaldes an.

#### Linz-Hönninger Talweitung

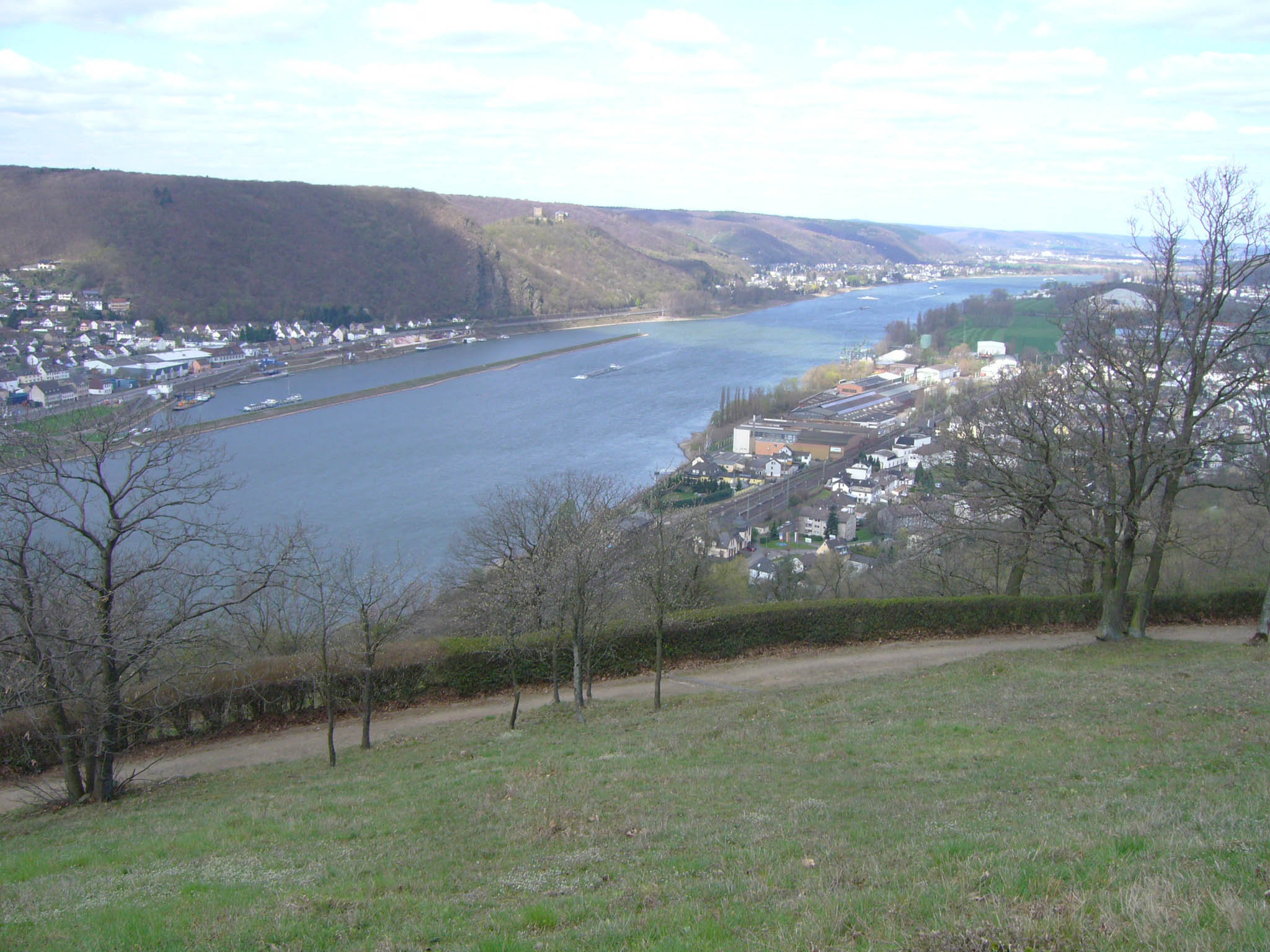
Blick rheinabwärts auf die südliche Linz-Hönninger Talweitung

Die Linz-Hönninger Talweitung stellt das Rheintal oberhalb Brohl-Lützings über Bad Hönningen, Bad Breisig, Sinzig, Linz und Remagen bis nach Unkel dar. Sie liegt linksrheinisch im Landkreis Ahrweiler und rechtsrheinisch im Landkreis Neuwied (beide Rheinland-Pfalz) und ist etwa 22 km lang bei einer Breite von 1,5 bis 3,5 km; gegen Ende, im Norden von Unkel, verengt sie sich auf etwa 800 m. Linksrheinisch beinhaltet die Talweitung die fruchtbare Ebene der Goldenen Meile.
Linksrheinisch schließen sich die Rhein-Ahr-Terrassen an, die durch das Ahrmündungstal der oberhalb von Sinzig mündenden Ahr geteilt werden und sich unterhalb derer an der zur Niederrheinischen Bucht abflachenden, nordöstlichen Osteifel merklich verbreitern.
Rechtsrheinisch stößt das Tal im Süden direkt an den nördlichen Rhein-Wied-Rücken als Teil des Niederwesterwaldes, während sich ab Hönningen die Linzer Terrasse vor den Rheinwesterwälder Vulkanrücken (ebenfalls Niederwesterwald) schiebt.

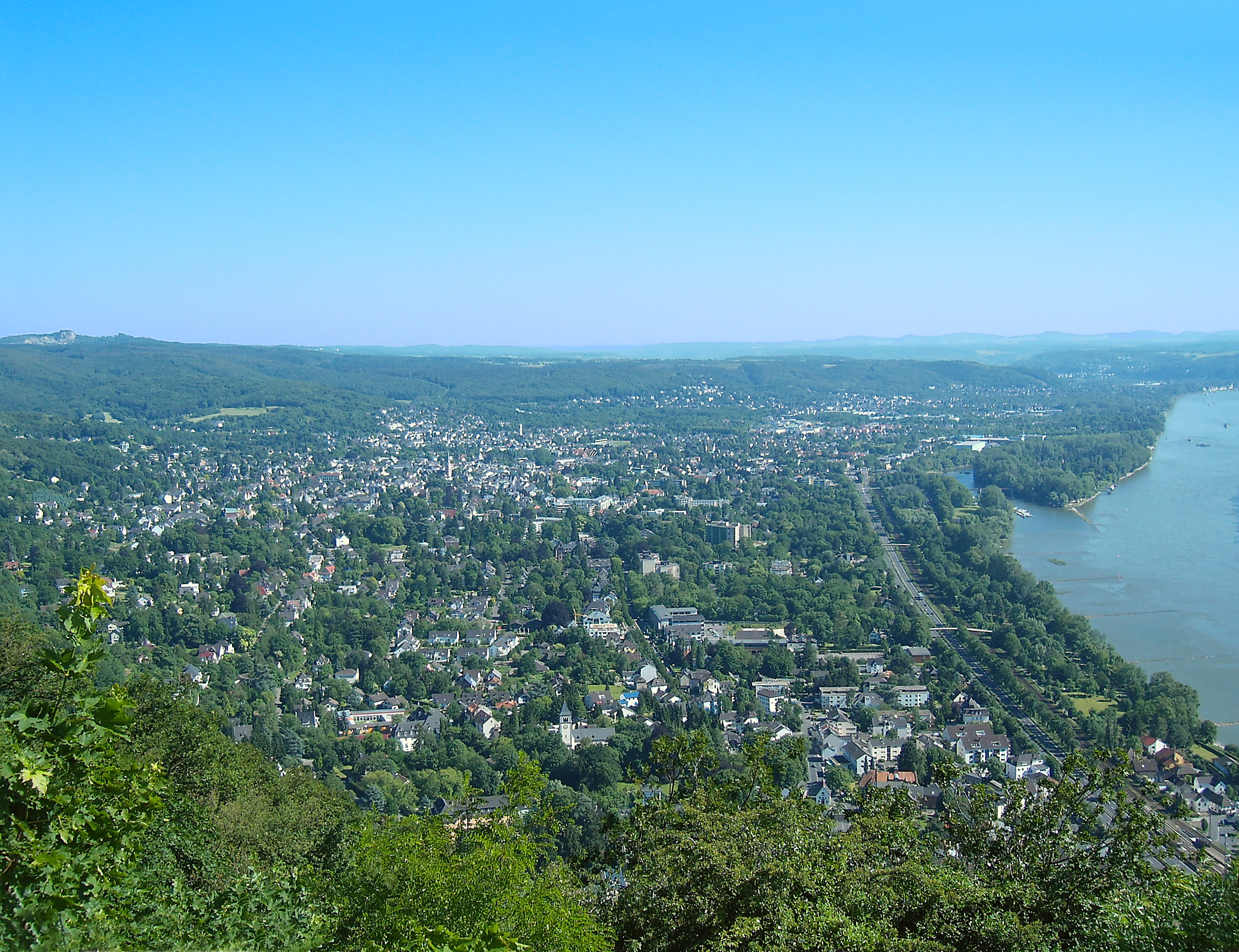
Blick auf die rechtsrheinische Honnefer Talweitung

#### Honnefer Talweitung
Die Honnefer Talweitung, auch Honnefer Bucht genannt, ist der etwa 5 km lange nördlichste Abschnitt des Unteren Mittelrheintals vom Norden Unkels über Rheinbreitbach bis Bad Honnef (rechtsrheinisch) bzw. von Oberwinter über Rolandseck bis Rolandswerth (linksrheinisch), oberhalb von Bonn (Stadtbezirk Bad Godesberg). Sie kennzeichnet sich linksrheinisch durch ein bis über 100 m hohes Steilufer, dem rechtsrheinisch ein wesentlich breiterer, halbmondartig aufgeweiteter Talbereich gegenüberliegt. Linksrheinisch liegt die Talweitung fast gänzlich im Stadtgebiet von Remagen im Landkreis Ahrweiler (Rheinland-Pfalz) und berührt nur im äußersten Norden das Stadtgebiet Bonns (Nordrhein-Westfalen). Rechtsrheinisch liegt der Süden im Landkreis Neuwied (RP) und der Norden im Stadtgebiet Bad Honnefs im Rhein-Sieg-Kreis (NRW). Von der Engstelle im Norden Unkels, wo das Rheintal etwa 800 m breit ist, verbreitert es sich auf etwa 2 km, um sich dann wieder auf knapp 1,5 km zu verengen. Die Talweitung enthält die Nonnenwerther Stromspaltung des Rheins, der sich dort in drei (früher vermutlich vier) Arme aufspaltet und bei Stromkilometer 641,0 eine Breite von 874 m aufweist. Am westlichen Rolandswerther Rheinarm liegt die Insel Nonnenwerth, am östlichen Bad Honnefer Altarm die Insel Grafenwerth.
Linksrheinisch wird das Tal von den Rhein-Ahr-Terrassen begleitet, die nach Norden hin zum Eingang der Kölner Bucht, dem Godesberger Rheintaltrichter, abflachen und schrittweise vor ihr zurückweichen.
Rechtsrheinisch schließt sich im Süden die Linzer Terrasse an, nördlich davon der vereinzelt als Honnefer Terrassenhügel bezeichnete nordwestliche Rand des Rheinwesterwälder Vulkanrückens (Niederwesterwald) und nochmals nördlich grenzt die Honnefer Talweitung direkt an das Siebengebirge, das ebenfalls zum Unteren Mittelrheingebiet gezählt wird.

## Online-Quellen
- Kartendienst des Landschaftsinformationssystems der Naturschutzverwaltung Rheinland-Pfalz (LANIS-Karte) (Hinweise)
- Landschaftssteckbrief der Großlandschaft 29 Mittelrheingebiet des Landschaftsinformationssystems der Naturschutzverwaltung Rheinland-Pfalz (Hinweise) (mit Link auf Steckbriefe der Kleinlandschaften, siehe 292.x)
- Landschaftssteckbriefe des Bundesamtes für Naturschutz (Hinweise)
  - 29202 Unteres Mittelrheintal
  - 29201 Rhein-Ahr-Terrassen und Linzer Terrasse
  - 29204 Laach-Ettringer Kuppenland
  - 29203 Siebengebirge und Pleiser Hügelland
  - 27203 Ahrtal (Ahrmündungstal zusammen mit dem Ahrtal oberhalb)